# Famille van Zuylen van Nijevelt
Pour les articles homonymes, voir Famille Van Zuylen.
Van Zuylen van Nijevelt est le nom d'une famille noble originaire de la région de Rotterdam.

## Histoire
La famille originaire de Rotterdam a essayé en vain au XIXe siècle de se rattacher à l'ancienne maison des van Zuylen van Nievelt d'Utrecht. 
La famille de Rotterdam a produit une généalogie qui débute avec un marchand en bonnetterie nommé van Zuylen. Ce n'est que plus tard qu'y fut ajouté le van Nijevelt, la famille s'étant établie et enrichie à Rotterdam et ayant accédé à de hautes fonctions.
Sous le Royaume des Pays-Bas la famille fut reconnue noble en 1815. En 1822, il lui fut octroyé le titre de comte, transmissible par primogéniture. Les autres membres de la famille sont barons ou baronnes.

## Membres éminents de la famille van Zuylen van Nijevelt
- Jacob van Zuylen van Nijevelt (1699-1753) qui en 1732 épousa Aletta Johanna Timmers (1707-1775).
  - Jacob van Zuylen van Nijevelt (1739-1805), administrateur de Rotterdam 1766-1805.
    - Jan Adriaan van Zuylen van Nijevelt (1776-1840), gouverneur de province.
    - Arnout van Zuylen van Nijevelt (1780-1835), membre de l'assemblée des notables.
      - Jacob Pieter Pompejus van Zuylen van Nijevelt (1816-1890), président du conseil des ministres.

    - Hugo van Zuylen van Nijevelt (1781-1853), ministre, ministre d'État.

  - Philip Julius van Zuylen van Nijevelt (1743-1826), gouverneur d'Amsterdam.
    - Pieter Hendrik van Zuylen van Nijevelt (1782-1825), commandant du Limbourg.
      - Julius van Zuylen van Nijevelt (1819-1894), président du conseil des ministres.
        - Robert van Zuylen van Nijevelt (1859-1911), bourgmestre de Wassenaar.
          - Philip Jules comte van Zuylen van Nijevelt (1898-1940).
            - Hugo Robert Johan comte van Zuylen van Nijevelt (1929-2018), fondateur du parc d'attractions Duinrell.
              - Philip van Zuylen van Nijevelt (1962), directeur de Duinrell.
              - Roderick van Zuylen van Nijevelt (1964), directeur de Duinrell.

## Armes
La famille porte des armes parlantes, « empruntées » à ses homonymes d'Utrecht, avec un blason représentant trois colonnes (zuilen signifiant « colonnes » en néerlandais).

## Littérature
- H. Obreen, La maison de Zuylen dans l'histoire des Pays-Bas, Tongerloo, 1933.
- D.G. van Epen, Het geslacht van Zuylen van Nijevelt, 's-Gravenhage, 1904.
- Nederland's Adelsboek 25 (1927); 46 (1953), p. 557-573 (met stamreeks); 78 (1987), p. 422-424.